# Josef Eitzenberger
Josef Jakob Anton Eitzenberger (* 1. Oktober 1905 in Wien; † 24. Jänner 1978 in Salzburg) war ein österreichischer Spezialist für die Lenkung von Flugabwehrraketen und Kampfflugzeugen.

## Leben
Eitzenberger studierte in Wien und wurde Mitglied und später Alter Herr der Wiener akademischen Burschenschaft Olympia.
Er war maßgeblich an der Entwicklung der Raketen V1, V2 und des Radars beteiligt. Nach dem Zweiten Weltkrieg arbeitete Eitzenberger am Institut Berlin zur Rekonstruktion der deutschen Flugabwehrraketen als Leiter der Abteilung Funk- und Funkmeßtechnik:95 und wurde dann wie zahlreiche deutsche Wissenschaftler im Rahmen der Aktion Ossawakim in die Sowjetunion deportiert und dort zur Wiedergutmachung der Kriegsfolgen zu Forschungs- und Entwicklungsarbeiten verpflichtet. 1946 kam er in die sowjetische Militärakademie in Monino bei Moskau, ab 1950 arbeitete er in Tuschino und ab 1955 in Agudserie bei Sochumi am Schwarzen Meer, wo er zwangsweise wissenschaftliche Arbeit für die sowjetische Raketenentwicklung und Fernsteuerung verrichten musste. Er war auch an der Entwicklung der Lenkung von Sputnik 1 und Sputnik 2 beteiligt, außerdem an der optischen Steuerung von Lenkwaffen, u. a. am Feuerleitsystem für die S-25 Berkut.:208
Erst 1958 kehrte Eitzenberger in seine Heimat zurück. Von 1958 bis 1968 war er Hauptabteilungsleiter für Elektrotechnik und Elektronik am Battelle-Institut in Frankfurt am Main. Dort bearbeitete er Regierungsaufträge für das Verteidigungsministerium, wie eine Navigationshilfe für die deutsche Version des Starfighters. Außerdem war er an der Entwicklung eines Längstwellen-Nachrichtenübermittlungssystems für die NATO beteiligt.
Nach einem anonymen Hinweis wurde er am 23. März 1968 verhaftet. Ihm wurde vorgeworfen, amerikanische und deutsche Militärgeheimnisse an die Sowjetunion verraten zu haben und für den sowjetischen Geheimdienst KGB spioniert zu haben. Der Bundesnachrichtendienst (BND) und das Bundesamt für Verfassungsschutz (BfV) betrachteten den Verdacht als „gravierendsten Fall eines spionierenden Wissenschafters in der Bundesrepublik Deutschland nach 1945“. Im nachfolgenden Gerichtsverfahren am Oberlandesgericht Frankfurt konnte ihm kein derartiges Vergehen nachgewiesen werden. Nach zweijähriger Untersuchungshaft wurde das Verfahren gegen ihn wegen dauernder Verhandlungs- und Haftunfähigkeit eingestellt. Nach seiner Entlassung kehrte er zurück nach Österreich und lebte in Obertrum am See in der Nähe von Salzburg.
Josef Eitzenberger starb 1978 in Salzburg und ist in Leobersdorf südlich von Wien beigesetzt.

## Ehrungen
In Leobersdorf in Niederösterreich ist eine Straße nach ihm benannt.